# فرودگاه گاستین
فرودگاه گاستین (به انگلیسی: Gustine Airport) یک فرودگاه همگانی بهره‌برداری هوایی است که یک باند فرود آسفالت دارد و طول باند آن ۹۷۷ متر است. این فرودگاه در شهر جاستین، کالیفرنیا کشور ایالات متحده آمریکا قرار دارد و در ارتفاع ۲۴٫۱ متری از سطح دریا واقع شده‌است.